# Sarah Knauss

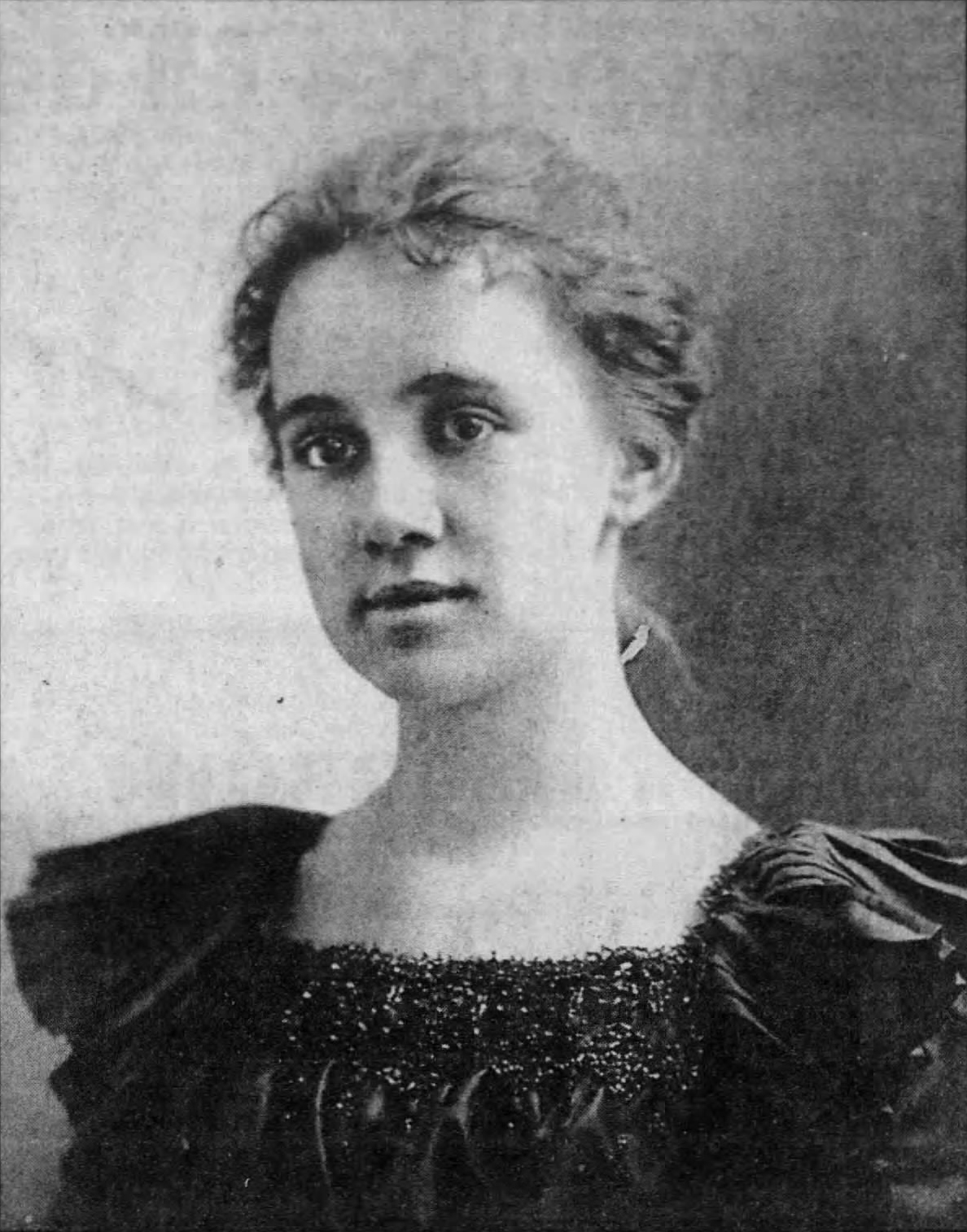
Sarah Knauss in 1897

Sarah DeRemer Clark-Knauss (Hollywood, Pennsylvania, 24 september 1880 – Allentown, 30 december 1999) was een Amerikaans supereeuwelinge die vanaf 16 april 1998 tot aan haar overlijden volgens het Guinness Book of Records de oudst levende persoon ter wereld was. Ze geldt tot op heden als de oudste persoon ooit uit Noord-Amerika. Met haar 119 jaar en 97 dagen is ze tevens officieel de op twee na oudste mens ooit in de geschiedenis, na de Française Jeanne Calment, die volgens de bevolkingsregisters meer dan drie jaar ouder werd, en sinds 9 april 2022 de Japanse Kane Tanaka.

## Biografie
Knauss werd geboren in het mijnwerkersdorp Hollywood in Pennsylvania, een dorp dat maar kort bestaan heeft. In 1901 trouwde ze met Abraham Lincoln Knauss, die in 1965 op 86-jarige leeftijd overleed.
Na de dood van de 117-jarige Canadese Marie-Louise Meilleur op 16 april 1998 werd Knauss de nieuwe oudste persoon ter wereld, een titel die ze ongeveer anderhalf jaar heeft gedragen. Op de vraag of Knauss van haar lange leven genoot, antwoordde ze: "I enjoy it because I have my health and I can do things" ("Ik geniet ervan omdat ik gezond ben en dingen kan doen").
Haar passies op hoge leeftijd waren golf kijken op tv, borduren en kauwen op chocolade (vooral in de vorm van schildpadden), cashewnoten en aardappelchips.
Knauss werd de oudste persoon uit Amerika ooit toen ze in 1997 de leeftijd van haar landgenote Delphia Welford van 117 jaar en 66 dagen overtrof. Ze verbeterde dit record naar 119 jaar en 97 dagen, wat tot op heden het Amerikaanse leeftijdsrecord is. Sarah Knauss overleed uiteindelijk eind 1999 (op amper 33 uur van het jaar 2000) in haar slaap, nadat haar gezondheid de laatste maanden van haar leven achteruit was gegaan.
Het duurde hierna ruim 15 jaar totdat er weer een eeuwelinge ten minste 117 jaar werd: Misao Okawa uit Japan bereikte op 5 maart 2015 deze leeftijd. Ze overleed minder dan een maand later, op 1 april van dat jaar.

## Oudste mens ooit?
Voordat Kane Tanaka ouder werd, was er enige discussie of Knauss niet de oudste mens was in plaats van voornoemde Jeanne Calment. Een eind 2018 gepubliceerde studie van twee Russische onderzoekers concludeerde op basis van allerlei aanwijzingen dat Jeanne Calment in werkelijkheid al in 1934 overleed, waarna haar identiteit zou zijn overgenomen door haar dochter Yvonne.
De hypothese van Zak en Novoselov werd eind 2019 algemeen verworpen.